# Anselma Dell'Olio
Anselma Dell'Olio, pseudonimo di Selma Jean Dell'Olio (Los Angeles, 6 maggio 1941), è una giornalista, traduttrice, critica cinematografica e regista statunitense naturalizzata italiana.

## Biografia
Figlia di padre pugliese immigrato in California negli anni trenta e di madre ebrea statunitense di origine russa, venne per la prima volta in Italia all'età di 13 anni.
È stata femminista storica, protagonista delle battaglie per i diritti civili negli Stati Uniti d'America durante gli anni sessanta e settanta.
Nel 1987 si sposa con Giuliano Ferrara. Nel 1992 conduce col marito la prima e unica puntata di Lezioni d'amore, un programma televisivo diventato fin dall'inizio un caso politico e cancellato dopo dieci giorni da Silvio Berlusconi su pressioni della Democrazia Cristiana.
Partecipa come critica cinematografica alla trasmissione di Gigi Marzullo, Cinematografo, in onda ogni sabato notte su Rai 1. Ha inoltre tenuto rubriche in varie riviste, tra cui Grazia, Liberal e Il Foglio.
Ha fatto parte fino al luglio del 2014 della commissione ministeriale del MiBAC che assegna i contributi ai film d'interesse culturale.
Nel 2018 conquista il David di Donatello, nella sezione documentario, per la regia di La lucida follia di Marco Ferreri.

## Opere
Ha recitato una piccola parte in Ciao maschio di Marco Ferreri e ha contribuito alla scrittura dei dialoghi in film di Federico Fellini, Francesco Rosi, Mario Monicelli e di Marco Ferreri.

## Filmografia
- Ciao maschio, regia di Marco Ferreri (1978)
- Registe, regia di Diana Dell'Erba - documentario (2014)
- Fellini degli spiriti, regia di Anselma Dell'Olio - documentario (2020)[10]
- Franco Zeffirelli, conformista ribelle, regia di Anselma Dell'Olio - documentario (2022)
- Enigma Rol, regia di Anselma Dell'Olio - documentario (2023)